# 藤村伊勢
藤村 伊勢（ふじむら いせ、1982年9月20日 - ）は、元中国放送 (RCC) のアナウンサー。

## 概要
東京都で出生の後、埼玉県へ移住。小学校時代から高校時代までを浦和市（後のさいたま市浦和地区）で過ごした。大学ではフランス文学を専攻し、テニスサークルの女子代表を務めた。
2005年に中国放送に入社し、同局のアナウンサーになる。2012年6月、出産を理由に中国放送を退社した。

## 担当番組

### テレビ番組
- なんナン!? - パネラー。主に天気予報を担当（2005年7月 - 2006年9月）
- RCCイブニングワイド イブニング・ふぉー - 「ふるさと料理探偵団」担当（2005年10月 - 2009年3月）、火曜・水曜の司会進行（2010年4月 - 2011年9月）
- RCCプロジェクト Eタウン（2006年1月 - 2012年3月） - 2010年3月までは毎週出演。それ以降は隔週程度での出演[4]。
- ゴルフの花道 スコアアップ編 - 「なぜなぜレッスン」不定期出演（2006年4月 - 2007年3月）
- ぶらぴ - 秘書役。不定期出演（2006年4月 - 2008年3月）
- じゃんが2スタジアム〜ひろしまスポーツ応援団〜（2009年4月 - 2010年3月）
- RCCニュース6 - 火曜・水曜担当（2011年10月 - 2012年3月）

### ラジオ番組
- サンデースタジアム GO GO
- 伊勢の…日本酒でポッ！（2005年11月・2006年3月・2006年11月 - 12月） - 2005年11月と2006年3月に『道盛浩のバリシャキNOW』の1コーナーとして放送された後[5]（全8回）、2006年11月と12月に単独番組として放送。
- 本名正憲のきょうもゴゴイチ（2006年2月 - 2010年4月） - 木曜・金曜担当[6][7] → 金曜担当
- コータリン・アルファー（2008年4月 - 2009年3月）
- 定時ニュース